# Pablo Orbaiz

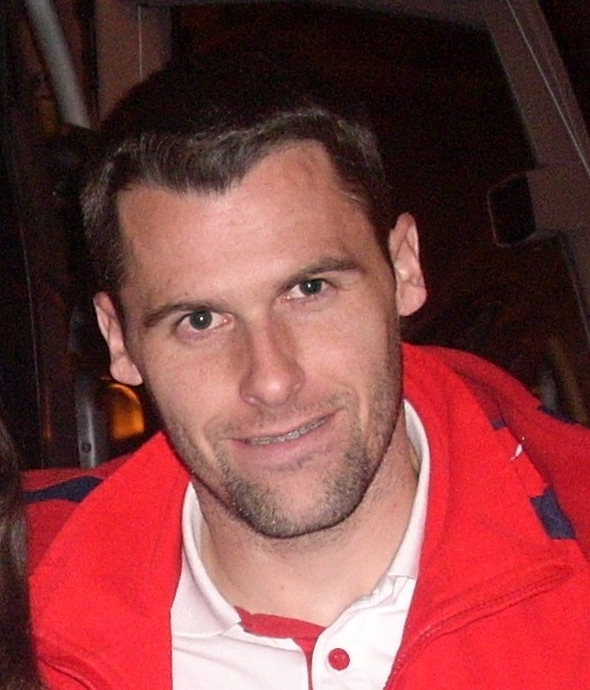
Pablo Orbaiz

Pablo Orbaiz Lesaca (Pamplona, 6 februari 1979) is een Spaans voetballer. Hij speelt als verdedigend middenvelder bij Athletic de Bilbao.

## Clubvoetbal
Orbaiz begon zijn carrière als profvoetballer bij het tweede elftal van CA Osasuna in 1996. Vervolgens speelde hij drie seizoenen voor het eerste elftal van de club, waarna Orbaiz in 2000 vertrok naar Athletic. De middenvelder liep tweemaal een zware knieblessure op, de eerste in januari 2003 in een wedstrijd tegen Racing Santander en de tweede in december 2006 in een wedstrijd tegen Real Madrid.

### Clubs
| seizoen     | club               | land   | competitie       | wed. | goals |
| ----------- | ------------------ | ------ | ---------------- | ---- | ----- |
| 1996/97     | Osasuna B          | Spanje | Primera División | 8    | 0     |
| 1997/98     | Osasuna            | Spanje | Primera División | 6    | 0     |
| 1998/99     | Osasuna            | Spanje | Primera División | 26   | 1     |
| 1999/00     | Osasuna            | Spanje | Primera División | 29   | 1     |
| 2000/01     | Athletic de Bilbao | Spanje | Primera División | 27   | 0     |
| 2001/02     | Athletic de Bilbao | Spanje | Primera División | 26   | 1     |
| 2002/03     | Athletic de Bilbao | Spanje | Primera División | 5    | 0     |
| 2003/04     | Athletic de Bilbao | Spanje | Primera División | 26   | 0     |
| 2004/05     | Athletic de Bilbao | Spanje | Primera División | 35   | 3     |
| 2005/06     | Athletic de Bilbao | Spanje | Primera División | 36   | 3     |
| 2006/07     | Athletic de Bilbao | Spanje | Primera División | 9    | 0     |
| 2007/08     | Athletic de Bilbao | Spanje | Primera División | 3    | 0     |
| Bijgewerkt: | 12-10-2007         |        | Totaal           | 236  | 9     |

## Nationaal elftal
Orbaiz won in 1999 met Spanje het WK Onder-20 in Nigeria. Tussen 2002 en 2005 speelde hij vier interlands voor het Spaans nationaal elftal. De middenvelder debuteerde op 21 augustus 2002 tegen Hongarije en Orbaiz speelde op 3 september 2005 tegen Canada zijn vierde en tevens laatste interland. Hij speelt ook voor het Baskisch elftal.